# Porto di Buenos Aires
Il porto di Buenos Aires (in spagnolo: Puerto de Buenos Aires) è il principale porto dell'Argentina nonché uno dei più importanti dell'America Latina. È situato nel quartiere di Retiro, a nord del centro cittadino.
Vi transita oltre il 60% dei containers in entrata ed in uscita dal paese e riceve circa 1 200 imbarcazioni all'anno. Dalle sue banchine partono numerosi traghetti per la cittadina di Tigre e per i porti uruguaiani di Montevideo e Colonia del Sacramento. Il porto dispone anche un importante terminal crocieristico.

## Storia
Le origini del porto di Buenos Aires risalgono alla fondazione della stessa città nel 1580. Quindici anni dopo, su pressione dei mercanti spagnoli basati nel Vicereame del Perù, le autorità coloniali chiusero lo scalo ai traffici commerciali, concedendo l'esclusività al porto di Lima. Tuttavia, le carenti vie di comunicazione transandine, così come la dilatazione dei tempi, favorirono a Buenos Aires la nascita di una fiorente attività di contrabbando. Nel 1776, con l'istituzione del Vicereame del Río de la Plata, il porto bonaerense venne riaperto ai traffici. Contemporaneamente fu creata la dogana, il cui compito era tassare ogni merce in entrata ed in uscita dallo scalo. Il binomio porto-dogana sarà uno dei pilastri del sistema economico della futura capitale argentina e sarà una delle principali cause di conflitto tra Buenos Aires e le province dell'interno. Nella prima metà dell'Ottocento iniziò a sorgere un piccolo agglomerato urbano, poi chiamato la Boca, nei pressi della confluenza del Riachuelo nel Río de la Plata. In questo luogo si svilupperà un piccolo porto, il secondo per importanza della capitale argentina, in cui operavano marinai d'origine ligure.
Nel 1852 l'accordo di San Nicolás trasferì il controllo della dogana dalla provincia di Buenos Aires alla Confederazione Argentina. Questo fatto causò una rivolta, scoppiata l'11 settembre dello stesso anno, che causò la secessione della provincia bonaerense dal resto del paese per otto anni. Nel 1862 il presidente argentino Bartolomé Mitre, che dieci anni prima aveva guidato la rivoluzione contro il governo federale, raggiunse un compromesso istituendo l'Amministrazione Nazionale delle Dogane. Le diatribe tra governo nazionale e provinciale sulla gestione del porto si protrassero sino al 1880, anno in cui Buenos Aires fu dichiarata capitale federale e separata dal resto della sua provincia.
Nella seconda metà dell'Ottocento, nonostante il progressivo aumento dei traffici il porto continuava a presentare importanti deficit di natura strutturale. In primis un fondale basso ed in pendenza, la cui conformazione era dovuta ai depositi di limo qui trasportati dalle acque del Río de la Plata e del Riachuelo. Il secondo punto, figlio del precedente, era che l'unica struttura esistente era un molo in legno al quale però potevano accedervi solo imbarcazioni a pescaggio ridotto. Quelle più grandi dovevano invece ancorare al largo e trasbordare le merci in barche più piccole.
Nel 1855 furono costruiti due nuovi moli, uno alle spalle dell'odierna Casa Rosada, ed un secondo 200 metri più a nord, chiamato Muelle de Pasajeros. Nel 1872 l'impresario Francisco Seeber costruì un terzo pontile, più piccolo, chiamato Muelle de Catalinas, a nord dei due preesistenti e connesso con la rete ferroviaria.
Nel 1881, durante la presidenza di Julio Argentino Roca, furono commissionati una serie di studi per dotare la capitale argentina di un nuovo porto. Delle varie proposte solamente due furono portate all'esame del Congresso. Nel 1882 fu scelto il piano del ingegner Eduardo Madero, il cui progetto, finanziato da banche britanniche, prevedeva la realizzazione di quattro darsene comunicanti poste in unite al Río de la Plata e al Riachuelo da una serie di canali. I lavori di costruzione, iniziati nel 1887, si protrassero fino al 31 marzo 1898 a causa della crisi economica che aveva colpito il paese nel 1890. Contemporaneamente, a sud della capitale, presso la cittadina di Avellaneda, fu aperta la darsena di Dock Sud.
Per accogliere le masse di migranti che giungevano nel porto fu costruito tra il 1906 ed il 1911 l'Hotel de Inmigrantes, la struttura di prima accoglienza destinata poi ad indirizzare i nuovi arrivati verso le loro destinazioni definitive.
Tuttavia, dopo solo un decennio dalla sua entrata in funzione, il nuovo scalo portuale risultò essere già assolutamente insufficiente per i volumi di traffico e di merci che lo interessavano. Il progetto scartato nel 1882, elaborato dall'ingegner Luis Huergo, venne così riesumato e approvato dal Congresso argentino nel 1911. La nuova infrastruttura portuale, dotata di quattro grandi pontili, diventati poi cinque in corso d'opera, fu costruita nel quartiere di Retiro, presso il grande terminal ferroviario. I lavori di costruzione furono completati tra il 1919 ed il 1928. Al momento della sua entrata in funzione era il porto più grande di tutto il Sudamerica.
Nel 1949 il presidente Juan Domingo Perón nazionalizzò il porto mediante l'istituzione della Dirección Nacional de Puertos, ente poi riorganizzato dal presidente Raúl Alfonsín il 4 settembre 1987 nella Administración General de Puertos. Nel 2000 è stato inaugurato il terminal crocieristico Benito Quinquela Martín.